# Björkstadens Ju-jutsuklubb
Björkstadens Ju-jutsuklubb är den lilla klubben i Umeå med en stor erfarenhet och kunskap inom Budo. Den bildades den 6 december 1998. Vi tränar Ju-jutsu, klassisk Budo, Jodo och Iaido samt vår egen stil Katai Buki. 